# الجامعات العتيقة

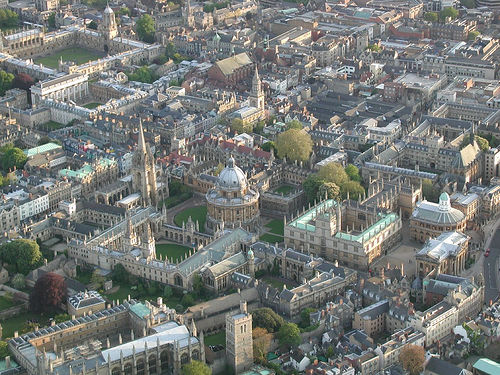
جامعة أكسفورد، أقدم جامعة في الجزر البريطانية

الجامعات العتيقة (بالإنجليزية: The ancient universities)‏ هي سبع جامعات بريطانية وأيرلندية يرجع تأسيسها إلى القرون الوسطى وبواكير العصر الحديث وما زالت قائمة إلى اليوم. توجد أربع جامعات من تلك السبع في اسكتلندا، واثنتان في إنجلترا، وواحدة في جمهورية أيرلندا، وتعد هذه الجامعات من بين أقدم الجامعات القائمة في العالم اليوم.

## الجامعات العتيقة حسب تاريخ الإنشاء
| Year | Name              | Contemporary location | Current location                       | Notes |
| ---- | ----------------- | --------------------- | -------------------------------------- | --- |
| 1096 | جامعة أكسفورد     | إنجلترا               | أكسفورد، إنجلترا، المملكة المتحدة      | "لا يُعرف تاريخ تأسيس الجامعة على وجه الدقة، ولكن الدراسة بدأت في أكسفورد بشكل ما سنة 1096 وتطورت باضطراد بدءًا من سنة 1167، عندما أصدر الملك هنري الثاني قرارًا بمنع الطلبة الإنجليز من الدراسة بجامعة باريس." أوقفت الدراسة عامي 1209 (بسبب إعدام المدينة لعالمين) و1355 (بسبب شغب يوم القديس سكولاريستيكا). |
| 1209 | جامعة كامبردج     | إنجلترا               | كامبردج، إنجلترا، المملكة المتحدة      | أُسست على أيدي أساتذة تركوا جامعة أكسفورد بعد خلاف نشب بسبب إعدام أستاذين سنة 1209. |
| 1413 | جامعة سانت أندروز | اسكتلندا              | سانت أندروز، اسكتلندا, المملكة المتحدة | تأسست بموجب مرسوم بابوي، من اندماج مؤسسات تعليمية كانت قد تأسست بين عامي 1410 و1413. |
| 1451 | جامعة غلاسكو      | اسكتلندا              | غلاسكو، اسكتلندا، المملكة المتحدة      | تأسست بموجب مرسوم بابوي. |
| 1495 | جامعة أبردين      | اسكتلندا              | أبردين، اسكتلندا، المملكة المتحدة      | تأسست كلية الملك في أبردين سنة 1495 بموجب مرسوم بابوي، وتأسست كلية ماريشال سنة 1593، ثم اتحدتا سنة 1860. |
| 1582 | جامعة إدنبرة      | اسكتلندا              | إدنبرة، اسكتلندا، المملكة المتحدة      | تأسست بميثاق ملكي من الملك جيمس السادس. |
| 1592 | جامعة دبلن        | أيرلندا               | دبلن، جمهورية أيرلندا.                 | تأسست بميثاق ملكي من الملكة إليزابيث الأولى تحت اسم كلية الثالوث بدبلن، وهي الكلية الوحيدة المكونة لجامعة دبلن. |